# Primera Liga de Croacia 2007-08
La Prva HNL 2007-08, es la decimoséptima edición de la Primera División de Croacia, desde su establecimiento en 1992. El torneo dio inicio el 20 de julio de 2007 y finalizó el 10 de mayo de 2008.
En esta edición participaron 12 equipos, los clubes descendidos la temporada pasada NK Pula y Kamen Ingrad Velika fueron reemplazados por Inter Zaprešic y NK Zadar provenientes de la 2. HNL. Se jugaron tres ruedas con un total de 33 partidos a disputar por club.
El Dinamo de Zagreb se consagró campeón y obtuvo su 10º título de Liga en la historia del club.

## Clasificación final
|     |     | Equipo             | PJ | PG | PE | PP | GF | GC | DG  | PTS |
| --- | --- | ------------------ | -- | -- | -- | -- | -- | -- | --- | --- |
| UCL | 1.  | Dinamo Zagreb      | 33 | 26 | 4  | 3  | 91 | 34 | +57 | 82  |
| UEL | 2.  | Slaven Belupo      | 33 | 16 | 6  | 11 | 45 | 29 | +16 | 54  |
|     | 3.  | NK Osijek          | 33 | 16 | 6  | 11 | 43 | 34 | +9  | 54  |
|     | 4.  | HNK Rijeka         | 33 | 14 | 11 | 8  | 53 | 41 | +12 | 53  |
| UEL | 5.  | Hajduk Split       | 33 | 14 | 10 | 9  | 57 | 41 | +16 | 52  |
|     | 6.  | NK Zagreb          | 33 | 11 | 11 | 11 | 51 | 40 | +11 | 44  |
|     | 7.  | Varteks Varazdin   | 33 | 11 | 7  | 15 | 46 | 53 | -7  | 40  |
|     | 8.  | Cibalia Vinkovci   | 33 | 11 | 7  | 15 | 40 | 48 | -8  | 40  |
|     | 9.  | NK Zadar (A)       | 33 | 11 | 7  | 15 | 49 | 61 | -12 | 40  |
|     | 10. | HNK Sibenik        | 33 | 9  | 12 | 12 | 34 | 52 | -18 | 39  |
|     | 11. | Inter Zapresic (A) | 33 | 8  | 9  | 16 | 27 | 59 | -32 | 33  |
|     | 12. | NK Medimurje       | 33 | 3  | 6  | 24 | 37 | 81 | -44 | 15  |

- (A) : Ascendido la temporada anterior.

| UCL | Campeón y clasifica a la Liga de Campeones de la UEFA 2008-09. |
| UEL | Clasificación a la Copa de la UEFA 2008-09.                    |
|     | Playoffs Promoción-descenso.                                   |
|     | Descenso a Druga HNL 2008/09.                                  |

### Promoción
El Inter Zaprešić mantuvo su lugar en la máxima categoría al superar al Hrvatski Dragovoljac club de la Druga HNL.
| 17 de mayo de 2008 | Inter Zaprešić | 2:0 | Hrvatski Dragovoljac |  |  |

| 21 de mayo de 2008 | Hrvatski Dragovoljac | 0:0 | Inter Zaprešić |  |  |

## Máximos Goleadores
| Pos. | Jugador          | Club             | Goles |
| ---- | ---------------- | ---------------- | ----- |
| 1    | Želimir Terkeš   | NK Zadar         | 21    |
| 2    | Radomir Đalović  | HNK Rijeka       | 18    |
| 3    | Nikola Kalinić   | Hajduk Split     | 17    |
| 4    | Krunoslav Lovrek | NK Zagreb        | 14    |
| 5    | Luka Modrić      | Dinamo Zagreb    | 13    |
| 6    | Senijad Ibričić  | NK Zagreb        | 12    |
| 6    | Željko Malčić    | Cibalia Vinkovci | 12    |
| 6    | Mario Mandžukić  | Dinamo Zagreb    | 12    |